# 球囊碘泡虫
球囊碘泡虫（学名：Myxobolus sphaerocapsularis）为碘泡科碘泡虫属的动物。分布于俄罗斯以及辽宁等，营寄生生活，寄生在兴凯橘的肌肉。